# 傑斐遜鎮區 (阿勒馬基縣)
杰斐逊鎮區（Jefferson Township），美国艾奥瓦州阿勒马基县的一个鎮區，总面积92.6平方公里，总人口607（2010年美国人口普查）。该鎮區无建制居民点。